# Nosy Mitsio
Nosy Mitsio est une île malgache du canal du Mozambique située au nord-est de Nosy Be.